# Nightwish
Nightwish és un grup de Symphonic Metal i Power Metal finès format el 1996 per Tuomas Holopainen, Emppu Vuorinen i Tarja Turunen.
El 24 de maig del 2007 es va revelar que la sueca Anette Olzon havia estat l'escollida entre centenars d'aspirants com nova cantant de la banda, en substitució de Tarja Turunen.
L'1 d'octubre del 2012 la banda i la cantant, en un comunicat conjunt a la seva web, anuncien la fi de la col·laboració entre Anette Olzon i Nightwish. Va ser substuïda durant la gira Imaginaerum World Tour, de presentació del disc Imaginareum, la vocalista de ReVamp, i ex-cantant d'After Forever, la neerlandesa Floor Jansen.

## Membres

### Membres actuals
- Floor Jansen - Cantant
- Tuomas Holopainen - Teclats
- Emppu Vuorinen - Guitarra
- Jukka Nevalainen - Bateria
- Jukka Koskinen - Baix i Cantant
- Troy Donockley

### Antics membres
- Anette Olzon - Cantant (2007-2012)
- Tarja Turunen - Cantant (1996-2005)
- Sami Vänskä - Baix (1998-2001)
- Marco Hietala - Baix i Cantant (2001-2021)

## Discografia

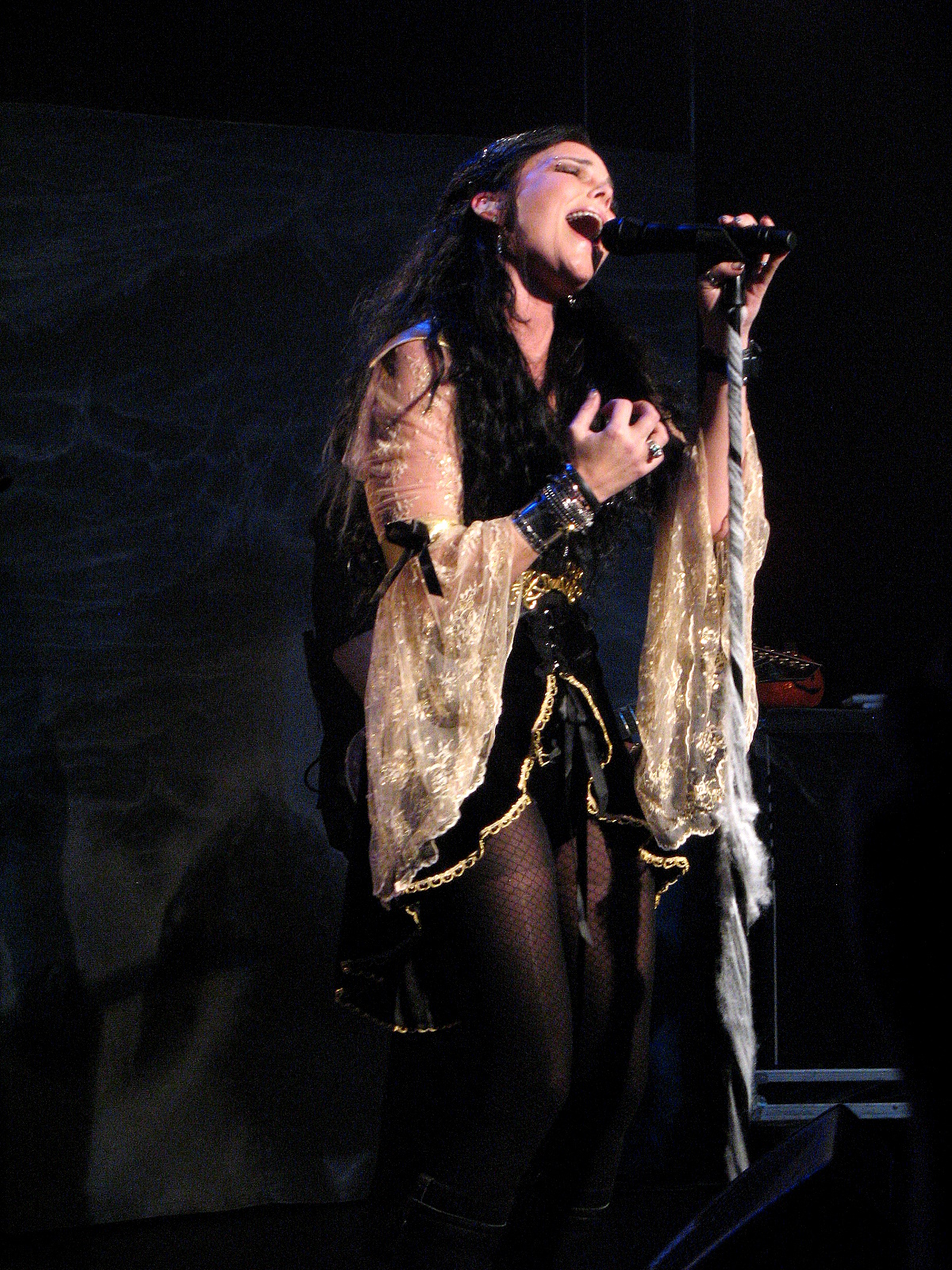
Anette Olzon

### Àlbums
- Angels Fall First - 1997
- Oceanborn - 1998
- Wishmaster - 2000
- From Wishes To Eternity- 2001 Va ser enregistrat a Tampere, Finlàndia el 29 de desembre del 2000.[cal citació]
- Over The Hills And Far Away (EP) - 2001
- Century Child - 2002
- Once - 2004
- End Of An Era - 2006
- Dark Passion Play - 2007
- Imaginaerum - 2011
- Endless Forms Most Beautiful - 2015
- Human. :II: Nature. - 2020

### Senzills
- The Carpenter - 1997
- Sacrament Of Wilderness - 1998
- Passion And The Opera - 1998
- Walking In The Air - 1999
- Sleeping Sun - 1999
- Deep Silent Complete - 2000
- Wishmastour - 2000
- Ever Dream - 2002
- Bless The Child - 2002
- Nemo - 2004
- Wish I Had An Angel - 2004
- Kuolema Tekee Taiteilijan - 2005
- The Siren - 2005
- Sleeping Sun (reedició) - 2005
- Eva - 2007
- Amaranth - 2007
- Erämaan Viimeinen - 2007
- Bye Bye Beautiful - 2008
- The Islander - 2008
- Storytime - 2011
- The Crow, the Owl and the Dove - 2012
- Élan - 2015
- Noise - 2020
- Harvest - 2020

### Vídeografia
- From Wishes To Eternity - 2001
- End Of Innocence - 2003
- End Of An Era - 2006
- Made in Hong Kong - 2009
- Showtime, Storytime - 2013
- Vehicle of Spirit - 2016-2017
- Decades: Live in Buenos Aires - 2019[3]